# Ayako
Ayako (奇子) est un seinen manga d'Osamu Tezuka, prépublié dans le magazine Big Comic de Shōgakukan entre janvier 1972 et juin 1973, puis publié en deux volumes le 1er décembre 1973 et le 10 janvier 1974. Il sera notamment publié par Kōdansha dans la collection des Œuvres complètes de Tezuka en trois volumes entre août 1981 et octobre 1981 puis réédité en deux volumes au format bunko en novembre 2010. La version française a été éditée par Akata entre septembre 2003 et février 2004. Une édition intégrale a été publiée en 2011 à l'occasion des 25 ans des éditions Delcourt.

## Synopsis
La famille Tengé sont d'anciens grands propriétaires terriens largement dépossédés à la suite de la réforme agraire ayant suivi la Seconde Guerre mondiale.
L'histoire commence avec le retour de la guerre de Jiro Tengé, qui revient mutilé (borgne) et retrouve sa famille troublée après la naissance de la petite Ayako, dont l'identité réelle de la mère demeure incertaine.

## Personnages
Jiro Tengé
C'est le personnage principal, mais pas un héros. Ancien prisonnier de guerre il a accepté de jouer les espions pour le compte des États-Unis. C'est à la suite d'une de ses missions qu'il se trouve mêlé à un assassinat dont pour ne pas être inquiété, il décide de faire taire les témoins.
Sakuémon Tengé
52 ans au début de l'histoire, le patriarche, chef de la famille Tengé. Arrogant et manipulateur, il promet à son fils Ichiro de lui céder tout l'héritage, et en échange abuse de sa femme Sué. Sa seule crainte est de voir l'image de sa famille dégradée.
Ichiro Tengé
27 ans au début de l'histoire, il accepte totalement la domination de son père et attend simplement de prendre sa place.
Sué
23 ans au début de l'histoire, c'est la femme de Ichiro. Elle semble toujours triste, et ressemble beaucoup à Ayako, ce qui éveille les soupçons de Jiro.
Naoko
18 ans au début de l'histoire, une autre sœur de Jiro. Elle est lycéenne, et fait secrètement partie du PPT (Parti Populaire des Travailleurs). Elle vit une histoire d'amour avec le chef de la section locale de ce parti, Tadashi.
Shiro
12 ans au début de l'histoire, c'est le petit frère de Jiro. Très intelligent pour son âge, il comprend assez vite les intrigues de la famille.
Ayako
4 ans au début de l'histoire, elle est la fille illégitime de Sakuémon et Sué, ce qui risque de porter atteinte au prestige de la famille. Elle est aussi un témoin à charge pour Jiro. À cause de tout cela, elle restera enfermée et sera considérée aux yeux de l'état civil comme morte.
Oryo
Elle est simple d'esprit, et est employée pour s'occuper de diverses tâches ménagères, et est notamment très proche d'Ayako.

## Liens avec l'histoire du Japon
Bien que romancé, le contexte historique du manga reste proche de la réalité. La reconstruction du pays se fait au prix de nombreux changements exigés par les États-Unis, sous la direction de Douglas MacArthur. La société japonaise en fut profondément transformée, comme avec la réforme agraire évoquée dans l'histoire.
Le personnage nommé Shimokawa dirigeant la Compagnie Nationale des Chemins de fer Japonais et retrouvé mort sur une voie ferrée, écrasé par un train, après avoir refusé d'appliquer un plan de licenciement gigantesque est inspiré de la réalité : Sadanori Shimoyama a été en 1949 le premier président des chemins de fer japonais, et sa mort s'est déroulée dans les mêmes circonstances, sans que celles-ci soient jamais élucidées.

## Liste des volumes
| no | Japonais          | Japonais       | Français          | Français          |
| no | Date de sortie    | ISBN           | Date de sortie    | ISBN              |
| --- | ----------------- | -------------- | ----------------- | ----------------- |
| 1 | 10 août 1981      | 978-4061087972 | 19 septembre 2003 | 978-2-84055-965-8 |
| Liste des chapitres : - 1er épisode : Retour au pays - 2e épisode : Le petit sanctuaire - 3e épisode : Le dénommé Kato - 4e épisode : Le temps arrêté - 5e épisode : Un autre cadavre sur les rails - 6e épisode : La marque - 7e épisode : Camouflage - 8e épisode : L'oubliette |                   |                |                   |                   |
| 2 | 10 septembre 1981 | 978-4061087989 | 16 novembre 2003  | 978-2-84789-304-5 |
| Liste des chapitres : - 9e épisode : Témoignage - 10e épisode : Un mort vivant - 11e épisode : Ombres sur fond de guerre - 12e épisode : La chrysalide - 13e épisode : La maison de poupée - 14e épisode : Dans le bourbier - 15e épisode : Et le temps passa                     |                   |                |                   |                   |
| 3 | 10 octobre 1981   | 978-4061087996 | 18 février 2004   | 978-2-84789-377-9 |
| Liste des chapitres : - 16e épisode : La société Oshinkai - 17e épisode : Plaisir partagé - 18e épisode : La boucle est bouclée - 19e épisode : Dans les ténèbres |                   |                |                   |                   |

## Autres éditeurs
- : Vertical
- : Hazard

## Réception
Le manga est nommé au Festival d'Angoulême 2004 dans la  sélection « Patrimoine ».
Pour Stéphane Beaujean, rédacteur de dBD, « comme souvent avec Tezuka, plus que la richesse du trait — qui rappelle ici une ligne claire occidentale de par sa simplicité et sa finesse — on apprécie l'aspect documenté, sociologique et politique de ce drame familial d'après-guerre ».

### Édition japonaise
Shōgakukan
1. 1 2  (ja) « Tome 1 », sur openisbn.com.
2. 1 2  (ja) « Tome 2 », sur openisbn.com.
3. 1 2  (ja) « Tome 3 », sur openisbn.com.

### Édition française
Akata
1. 1 2  (fr) « Tome 1 ».
2. 1 2  (fr) « Tome 2 ».
3. 1 2  (fr) « Tome 3 ».